# Imaret

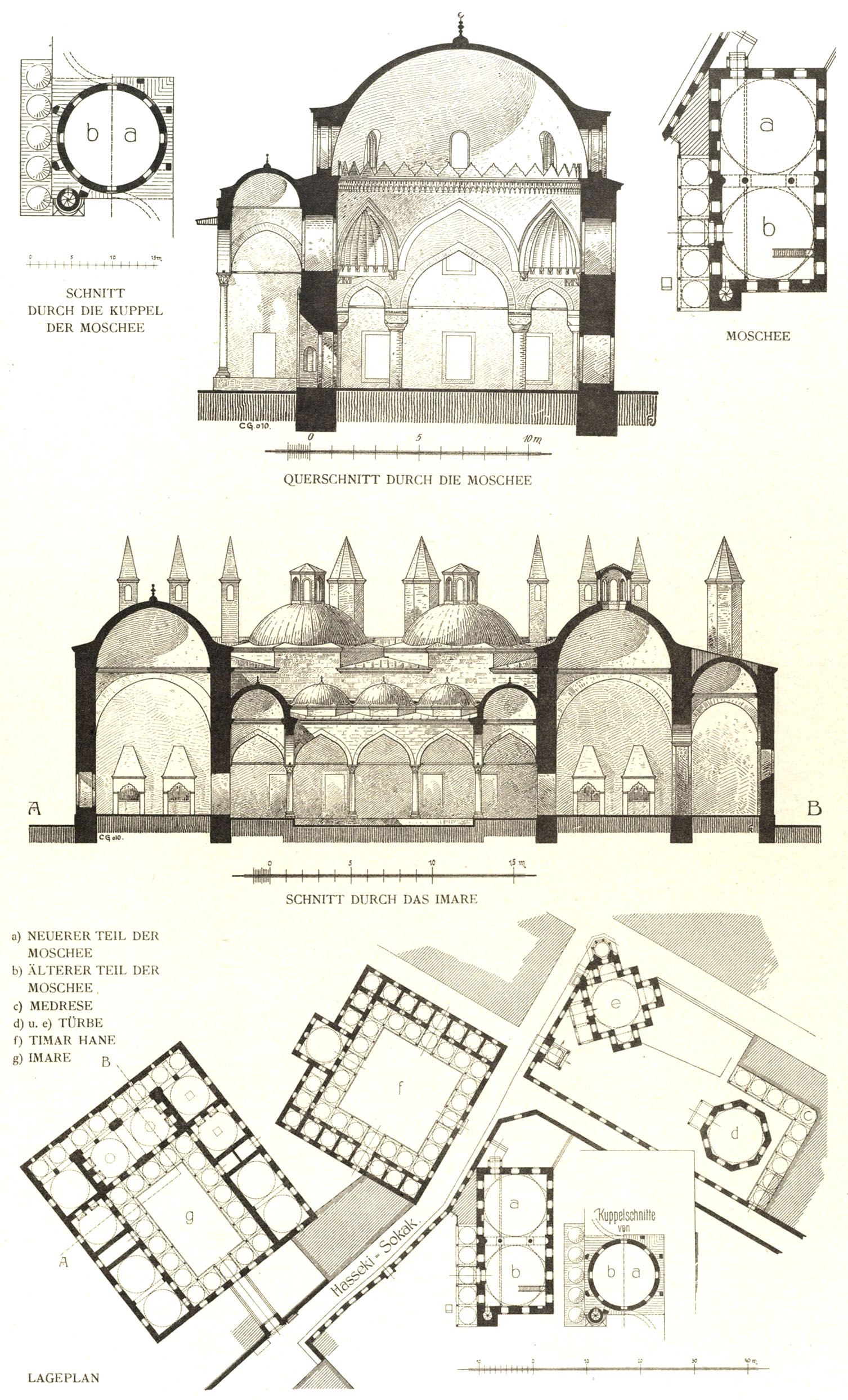
Grund- und Aufriss des Haseki-Sultan-Komplexes in Istanbul mit Aufriss (Mitte) und Grundriss (Gebäude g des Komplexes) der Imaret

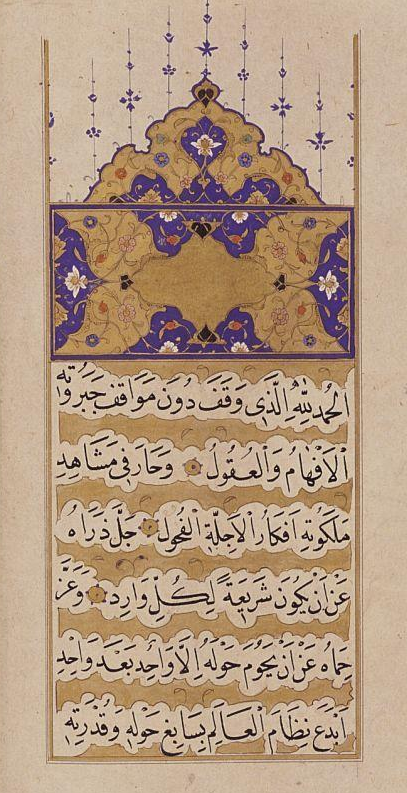
Stiftungsurkunde (Vakfiye) des Takiyyat-Haseki-Hürrem-Sultan-Komplexes, eines İmaret Haseki Hürrem Sultans in Jerusalem.

Imaret (osmanisch عمارت ʿİmāret, deutsch ‚Gebäude, Bauwerk‘) ist die Bezeichnung für eine öffentliche Küche, eine gesellschaftlich bedeutende Institution im Osmanischen Reich. In der osmanischen Architektur waren Imaret meist Teil eines sozio-religiösen Gebäudekomplexes (külliye), einer zusammengehörigen Gruppe öffentlicher Gebäude mit jeweils spezialisierter Funktion, zu denen neben einer Moschee Schulen, Bibliotheken, Bäder, Latrinen, Brunnen oder Markthallen zählten. Finanziert und dauerhaft unterhalten wurden solche wohltätigen Einrichtungen meist aus den Mitteln einer frommen Stiftung (waqf, türkisch vakıf) wohlhabender Personen. Zu den bedeutendsten Stiftern zählten die Herrscherdynastie und die Angehörigen des Sultanshofs.
Die wissenschaftliche Untersuchung der in großer Zahl erhaltenen Dokumente der frommen Stiftungen und ihrer Küchen (Stiftungsurkunden, Register, Einnahmen- und Ausgabenposten) bietet detaillierte Einsichten in die osmanische Gesellschaftsordnung.

## Geschichte
Die Armenspeisung als freiwilliges Almosen (sadaqa) reicht bis in die früheste islamische Tradition zurück.

„und gaben (hin und wieder) einem Armen, einer Waise oder einem Gefangenen etwas – mochte es ihnen noch so lieb (und für den eigenen Verbrauch erwünscht) sein – zu essen
 (mit den Worten): ‚Nur Allah zuliebe (li-wadschhi llaahi) geben wir euch zu essen. Wir wollen von euch weder Lohn noch Dank haben.‘“

Armen- oder Pilgerküchen hatte es wahrscheinlich schon lange vor der osmanischen Zeit gegeben. Im 11. Jahrhundert ist eine als simaṭ al-Khalĩl (Tafel Abrahams) bezeichnete Einrichtung in Hebron in Dokumenten belegt. Die Stiftung des persischen Wesirs Raschīd ad-Dīn im Jahr 1300 gab Speisen an Reisende, Waisen, Studenten und Sufis aus.
Im Osmanischen Reich entwickelte sich die Einrichtung der Imarets zu einer politisch und gesellschaftlich bedeutsamen Institution. Im Zuge der Expansion des Reiches sowohl nach Westen auf den Balkan als auch nach Süd- und Ostanatolien im 14. und 15. Jahrhundert wurden Imarets sowie Derwischlogen (tekke oder zaviye) in nahezu jedem größeren, neu besetzten Ort erbaut. Die Küchen dienten nicht nur dem Austeilen von Almosen, sondern versorgten täglich Menschen aus vielfältigen wirtschaftlichen und gesellschaftlichen Verhältnissen. Eine der ersten Imarets wurde von Orhan I. nach der Eroberung von Bursa 1326 erbaut. Ursprünglich in einer Vorstadt errichtet, rückte Orhans Imaret zusammen mit den Baukomplexen seiner Nachfolger ins Zentrum der neu gestalteten Hauptstadt des Osmanischen Reiches.
Während des 16. Jahrhunderts verstand man unter Imaret eher eine „öffentliche Küche“ im engeren Sinn (türkisch aşhane). Maßgeblich beeinflusst vom osmanischen Meisterarchitekten Sinan differenzierte sich die Bauweise der külliye aus; jedem Zweck war im Baukomplex ein eigener Gebäudetyp zugeordnet. Schätzungen zufolge wurden im 16. Jahrhundert in Großstädten wie Istanbul oder Edirne bis zu 10 % der Einwohner aus öffentlichen Küchen versorgt.
Die Institution des Imaret ist in historischen Quellen gut belegt, wenn auch bisher nur ansatzweise erforscht: Stiftungsurkunden (vakfiye) sind in großer Zahl erhalten, in denen Speisen, Zutaten, Bedienstete, Gehälter und Budgets genau definiert werden und die darüber hinaus Auskunft geben können über die Ziele, Erwartungen und Einstellungen der Gründerpersonen. Regelmäßige Bilanzregister (muhasebe defterleri) geben Auskunft über Einnahmen und Ausgaben der Imarets, die Zahl der Angestellten sowie Listen der Empfänger von Speisen oder Geldleistungen aus den Mitteln der Stiftungen.

## Funktion
| Amt                                             | Anzahl |
| ----------------------------------------------- | ------ |
| Schreiber (Katib)                               | 1      |
| Buchhalter (Vekilharç)                          | 1      |
| Cellerar (Kilerci)                              | 1      |
| Reiniger (Ferraş)                               | 2      |
| Diener (Kayyım)                                 | 2      |
| Versorger der Öllampen (Çerağdar)               | 2      |
| Beigeordnete (Nakib)                            | 4      |
| Türsteher (Bevvab)                              | 2      |
| Koch (Aşçı)                                     | 6      |
| Bäcker (Ekmekçi)                                | 6      |
| Fleischträger (Et hamalı)                       | 1      |
| Weizenwäscher (Buğday Yıkayıcı)                 | 2      |
| Tellerwäscher (Çanak Yıkayıcı)                  | 2      |
| Türsteher des Speichers (İmaret Ahırına Bevvab) | 2      |
| Vorsteher des Lagerhauses (Anbarcı)             | 1      |
| Holzträger (Odun Hamalı)                        | 1      |
| Wändereiniger (Duvar Temizlikçisi)              | 1      |

Köç (2015) beschreibt die Organisation des Imaret in der von Mehmed II. gestifteten Külliye der Fatih-Moschee: Zweimal täglich, morgens und abends, wurde dort Essen ausgegeben. Aus den erhaltenen Registern geht hervor, dass im Fatih-Imaret morgens Reissuppe, abends Weizensuppe ausgeteilt wurde. Zusätzlich wurden täglich 350 Okka Fleisch (ca. 450 kg) verbraucht, darüber hinaus 15 Okka (20 kg) Zwiebeln, 100 Dirham (320 g) Kümmel, 40 Dirham (130 g) Pfeffer, ein halber Scheffel Erbsen, 60 kg Kürbis, 50 kg Joghurt, 30 Scheffel Reis, 10 kg Mandeln, 10 kg Feigen, 87 kg Butter und 140 Okka (180 kg) Honig. Daraus wurde geschlossen, dass täglich zwischen 1500 und 1800 Personen allein in diesem Imaret speisten. Die Gäste wurden nach ihrem Rang bedient: Zuerst wurden die Professoren und Schüler der von Mehmet II. gestifteten Sahn-ı Seman (Acht Hochschulen) bedient, zuletzt die Armen.